# カワサキ・モータース・レーシング
カワサキ・モータース・レーシング ( Kawasaki Motors Racing ) は、川崎重工業のヨーロッパの子会社。オランダに本拠地を置く。カワサキのMotoGPワークスチームの運営を担当していたが、2009年1月、金融危機の影響でカワサキはMotoGP活動を休止することを決めた。
MotoGP参戦を休止した2009年以降、カワサキのワークス活動はスーパーバイク世界選手権に移っており、2012年以降スペインに本拠地を構えている。
なおこの項目では、カワサキ・モータース・レーシング設立前後も含めて主にカワサキのMotoGPクラスにおける活動について記す。

## ハラルド・エックル時代 (2002年-2006年)

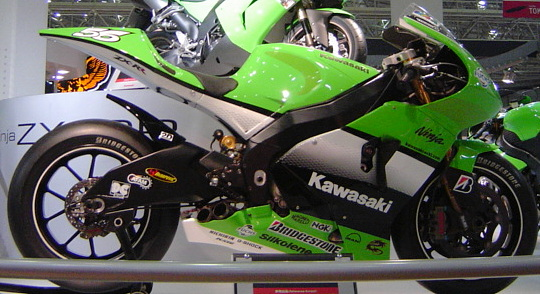
2005年型ZX-RR

カワサキは2002年シーズンの終盤からニンジャ・ZX-RRを駆ってMotoGPクラスに参戦を開始した。チームは、スーパーバイク世界選手権から引き続いてハラルド・エックルが運営を担当した。
2002年の前半は全日本ロードレース選手権のプロトタイプクラスにデータ収集を兼ねて参戦、ロードレース世界選手権には第13戦のパシフィックGPでデビューを果たした。柳川明がライダーを務めたがエンジンブローによりクラッシュ、重傷を負ってしまう苦いデビュー戦となってしまった。シーズン残り3戦はアンドリュー・ピットが代役を務めたが、毎戦ほぼ最後尾を走り、他チームとの差の大きさを露呈していた。
2003年はギャリー・マッコイとアンドリュー・ピットの2台体制で臨んだが、依然パフォーマンスは向上せず、マッコイがシリーズ22位、ピットが26位に沈んだ。
2004年は中野真矢とアレックス・ホフマンのペアとなり、マシンもリニューアルされ非常にコンパクトになった。中野がもてぎで3位表彰台に立つ活躍を見せ、シリーズ10位に入った。ホフマンはシリーズ15位だった。
2005年は中野とホフマンのペアが継続となった。ホフマンは何回かケガで欠場することになり、オリビエ・ジャックが代役を務めた。ジャックは雨の上海で2位表彰台に立ち、カワサキの最高峰クラスでのベストリザルトを更新した。中野は表彰台には登れなかったもののコンスタントにシングルフィニッシュを果たしシリーズ10位、ジャックがシリーズ17位、ホフマンがシリーズ19位となった。この年、2003年までヤマハのMotoGPマシン開発を担当していた依田一郎が加入してる。
2006年は中野とランディ・ド・プニエのペアとなった。中野はダッチTTで2位表彰台を獲得する活躍を見せたが、転倒リタイヤも多く、シリーズ14位に終わった。ド・プニエはシリーズ16位だった。
2006年のシーズン終了後、ハラルド・エックルが他チーム（イルモア）と深く関わりを持ち、技術情報をリークした疑いが持ち上がったため、カワサキはエックルとの契約を急きょ打ち切った。

## カワサキ・モータース・レーシング (2007年-2008年)

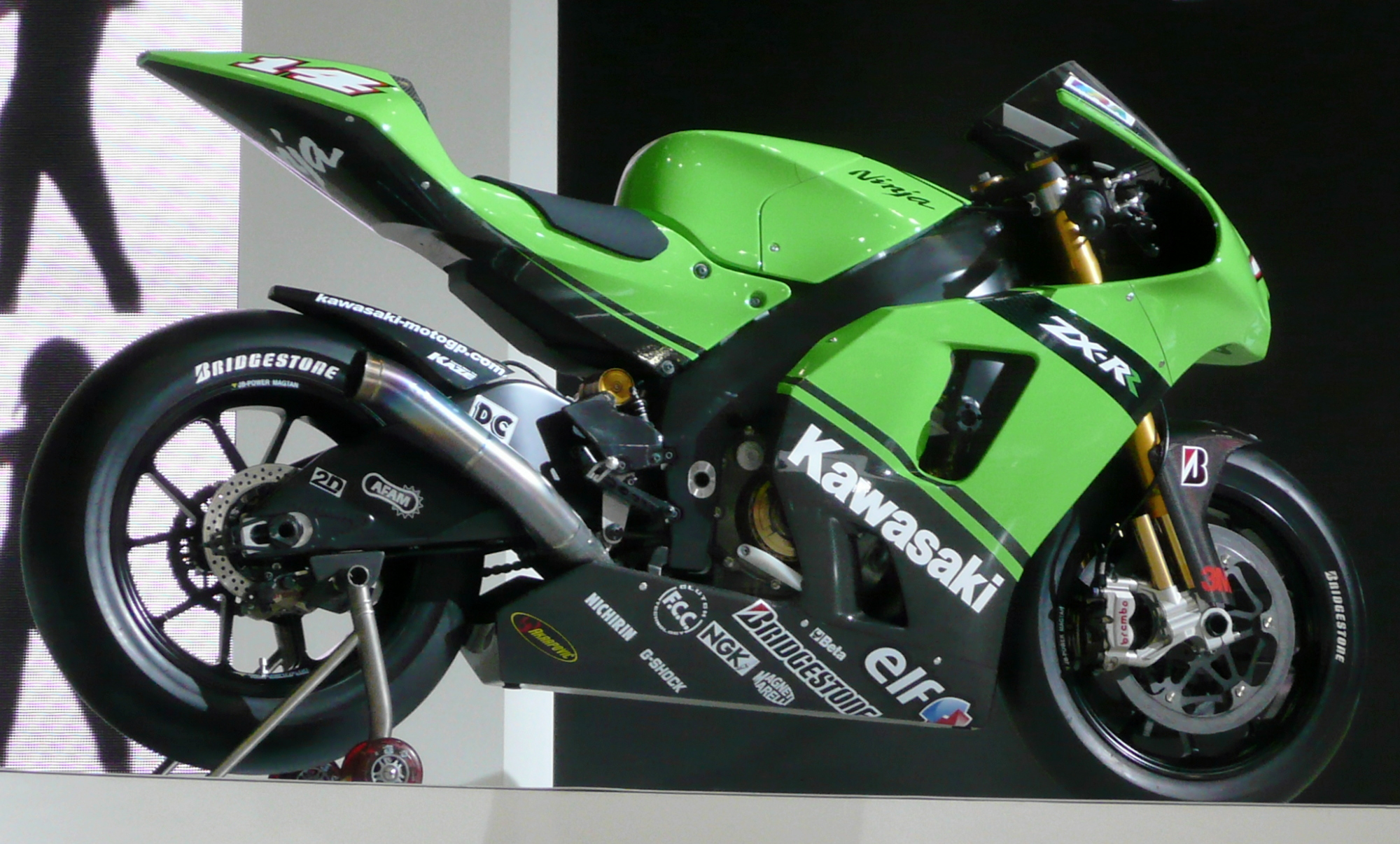
2007年型ZX-RR

エックルとの契約を打ち切った後、カワサキは新しい子会社「カワサキ・モータース・レーシング」を立ち上げ、依田一郎の指揮の下、2007年シーズンからは純ワークスチームとしてMotoGPへの参戦を継続していくことになった。レギュレーションの変更により排気量が800ccに縮小されたZX-RRを駆ったのは当初ド・プニエとジャックのペアだったが、ジャックは転倒によるケガなどを理由にシーズン途中で現役を引退する。代わってアンソニー・ウエストが後半戦のライダーを務めた。ド・プニエは転倒が多かったものの完走したレースのほとんどはシングルフィニッシュであり、日本GPでは2位表彰台を獲得。フランスGPでは転倒に終わったものの雨の中首位を単独走行するなどの活躍を見せ、シリーズ11位に入った。ウエストはシーズン途中からの参戦ながら安定した成績を収め、参戦したレース全てを完走、最終戦以外は全てポイントを獲得し、シリーズ15位に入った。
翌2008年はド・プニエに代わり前年度シリーズ4位のジョン・ホプキンスがスズキより移籍し、また新たに栄養ドリンクのモンスター・エナジーをスポンサーに獲得し、初優勝が期待された。しかしホプキンスは開幕前テストでの転倒・負傷によりテスト不足、シーズン前半は転倒によるケガで3つのレースを欠場、その上3度のメカニカルトラブルもあって成績は低迷。ケガから復帰したシーズン後半もむしろ低迷の度を深め、ホプキンスはシングルフィニッシュすらできなくなってしまい、シリーズ16位に沈んだ。一方のウエストもホプキンス中心に開発されたマシンに全くなじめず、最下位走行を強いられることが多かった。シーズン前半はポイント獲得もおぼつかなかったが、第12戦チェコGPより昨年型のフレームに戻して以後何とかポイントを獲得できるようになり、皮肉にもレースによっては開発の進んだはずの今年型に乗るホプキンスよりも前でフィニッシュし、シリーズ18位で終えた。

## ハヤテ・レーシング (2009年)

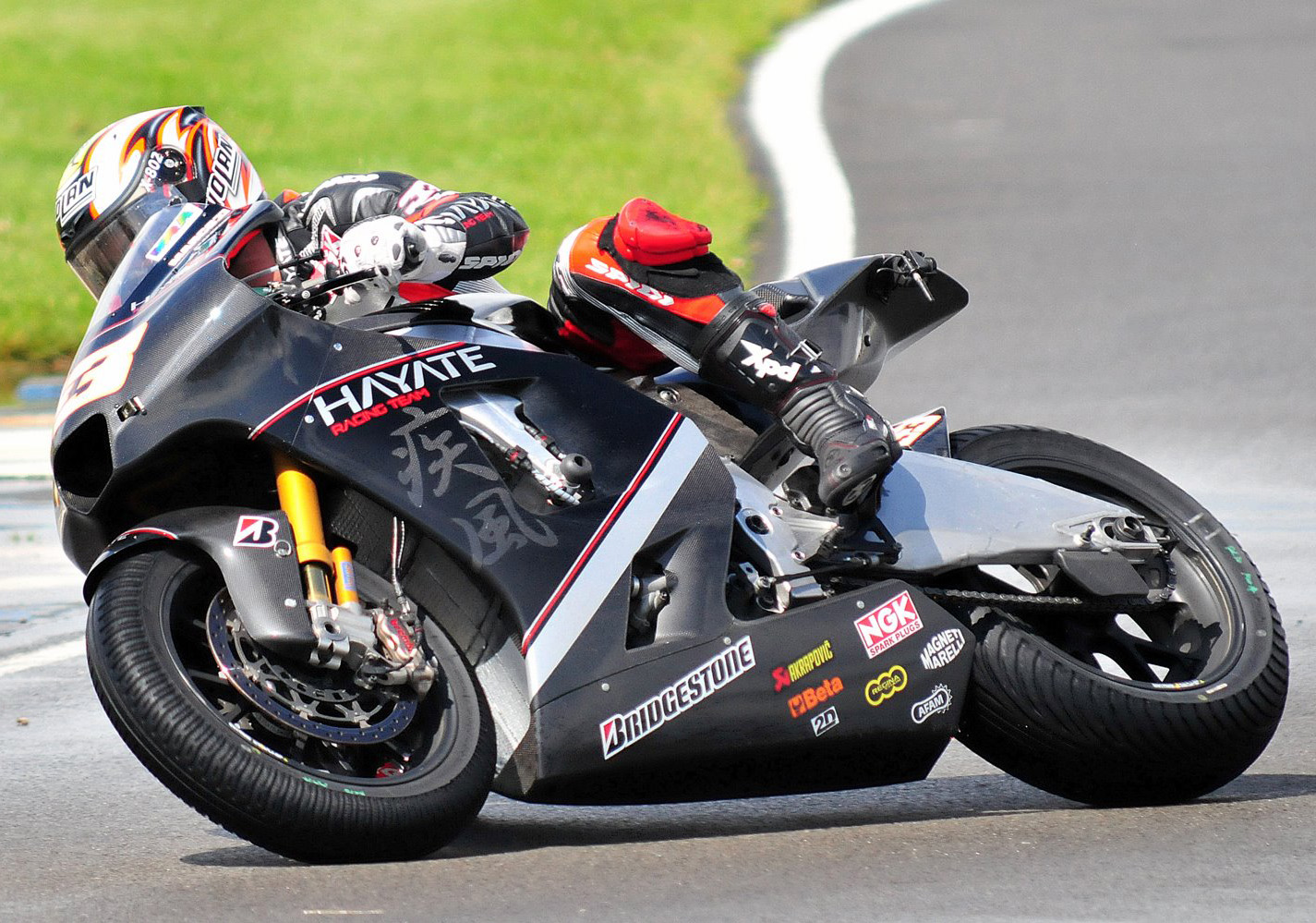
2009年型ZX-RRを駆るメランドリ

大きく低迷した2008年の成績を受け、2009年には車体・エンジン共に刷新されることとなった。 ライダーもドゥカティよりマルコ・メランドリを迎え、2年目のホプキンスと合わせて強力なラインアップとなるはずであった。 だが、2008年秋のリーマン・ショックに端を発する世界同時不況の影響により、2009年1月9日、「経営資源の効率的な再配分」を名目にカワサキはMotoGP参戦活動の一時休止を発表した。これにより、MotoGPカワサキレーシングチームは解散。ホプキンスとメランドリはシートを喪失することとなった。
しかし、MotoGPの興行権を持つドルナ社とカワサキの契約は2011年まで残っており、協議の結果、すでに完成していた2009年型ZX-RRをプライベートチームに供給するかたちで2009年も参戦することになった。チームスタッフの一部は再び招集されプライベーター「ハヤテ・レーシング」として再編された。依田一郎が引き続きチームを指揮し、ライダーはメランドリのみ、1台体制での参戦であった。
カワサキによるマシンの開発は2009年3月一杯で終了し、その後はエンジンのメンテナンスとサポートのみが行われた。MotoGP参戦活動を担当してきた川崎重工汎用機カンパニーの「モトGP部」も同年4月1日付けで廃止されている。開発の止まったマシンで厳しい戦いを強いられるものの雨のフランスGPでは2位表彰台を獲得するなどの活躍を見せ、シリーズランキング10位という成績を残した。

## フォワード・レーシング (2010年)
2009年をもってカワサキのマシンでのMotoGPクラスへの参戦は終了したが、ハヤテ・レーシングは活動を継続し、アンドレア・ドソリを代表にフォワード・レーシングと名前を変え、2010年から始まったMoto2クラスに参戦を開始した。シャシーは元グランプリライダーのエスキル・スッター率いるスッター・レーシング・テクノロジー(SRT)のものを使用する。SRTは2004年から2006年にかけて、ZX-RRのシャシーデザイン・開発を請け負った経験があるという、カワサキとは縁のある会社である。ジュール・クルーセルが、2010年のイギリスGPでチームに初優勝をもたらした。なお、一部チームスタッフはカワサキレーシングチームから引き継いではいるものの、カワサキとの関係は全くなくなっている。2012年moto2クラスに加えて、レギュレーション改定によって制定されたCRTレギュレーションを使用してmotoGPクラスへとコーリン・エドワーズを擁し、スッターのシャーシを使用し参戦した。翌2013年からはシャーシをスッターからカワサキ用に開発されたFTR製の物に変更し、これによって2009年のハヤテ・レーシング以来となるカワサキ製エンジンによるトップカテゴリー参戦を果たすこととなった。

## カワサキ・スーパーバイク・レーシング (2009年-)
スーパーバイク世界選手権が4気筒も1,000ccマシンで競われるようになった2004年以降カワサキの成績は芳しくないものであったが、2009年のmotoGP参戦活動休止に伴い、カワサキのロードレース参戦活動はスーパーバイク世界選手権に主力を移す事となった。2008年までオフィシャルチーム契約をしていたイタリアのPSG-1 CORSEに代わりイギリスのポールバードモータースポーツと提携、チームエックル以来となるワークスチームである。依田一郎が統括しており(2009年はハヤテレーシングチーム監督と兼任)、ハヤテレーシングチームに参加しなかったGPチームスタッフの一部はこちらに合流している。
2012年からスペインのPROVECレーシングに提携先を変更し、本社の関与が増してワークスチームとしての色合いがより一層濃くなり、この年トム・サイクスの活躍によりライダーランキング2位、最多ポールポジションなど、これまでとは比べ物にならない成績を挙げ、2013年にはトム・サイクスがライダースチャンピオンを獲得し2014年も2位。2015年、2016年、2017年、2018年、2019年にはジョナサン・レイによりライダースとマニュファクチャラーズのタイトルを獲得するまでになった。